# Niphargus incertus
Niphargus incertus is een vlokreeftensoort uit de familie van de Niphargidae. De wetenschappelijke naam van de soort is voor het eerst geldig gepubliceerd in 1951 door Dobreanu, Manolache & Puscariu.